# Zaglyptogastra piyachudasringi
Zaglyptogastra piyachudasringi — вид паразитичних ос родини браконід (Braconidae). Описаний у 2022 році.

## Назва
Вид названий на честь Пії Чудасрінга (Piya Chudasring), покійного друга другого автора.

## Поширення
Ендемік Таїланду. Відомий лише у типовому місцезнаходженні — екологічна дослідницька станція Сакаерат в провінції Нахонратчасіма на сході країни.

## Спосіб життя
Комаха-господар личинок невідома.